# Marquesado de la Cañada Ibáñez

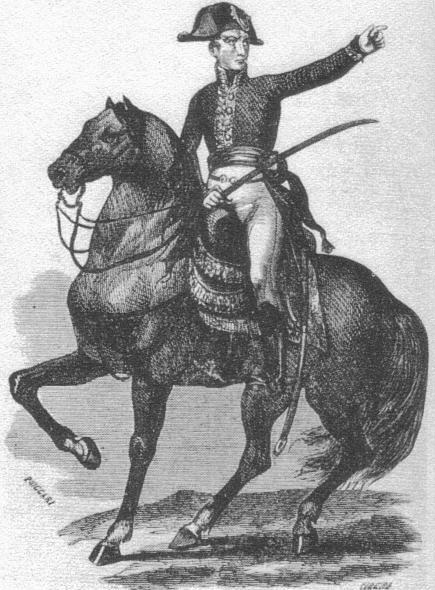
Joaquín Ibáñez-Cuevas y Valonga, III marqués de la Cañada Ibáñez, y barón de Eroles.

El marquesado de la Cañada Ibáñez (en italiano: marchesato della Cagnada) es un título nobiliario del Reino de Nápoles otorgado el 22 de junio de 1747 por el rey Carlos VII de Nápoles, a favor de Joaquín José Ibáñez-Cuevas y Valero de Bernabé (Lidón, Teruel, 1710 - Pamplona, 1779). 
El beneficiario intervino en la Batalla de Belerri (Nápoles) que permitió al Infante Don Carlos entrar triunfalmente en Nápoles como Carlos VII de Nápoles y Carlos V de Sicilia. «En premio a sus servicios, así como por los prestados anteriormente por su padre y hermanos en favor de la causa Borbónica, dicho Rey le concedió el título de Marqués de La Cañada, por Diploma dado en el Real Sitio de Herculano el 22 de junio de 1747». Su uso en España sería autorizado como título nobiliario español por Fernando VI el 5 de agosto de 1747.

## Marqueses de la Cañada Ibáñez
| I                                   | Joaquín José Ibáñez-Cuevas y Valero de Bernabé | 1747-1779 |
| II                                  | Ramón Ibáñez-Cuevas y Baquedano                | 1779-1820 |
| III                                 | Joaquín Ibáñez-Cuevas y Valonga                | 1821-1825 |
| IV                                  | Luis Ibáñez-Cuevas y Escrivá de Romaní         | 1835-1902 |
| Rehabilitación por Francisco Franco |                                                |           |
| V                                   | Antonio de Oriola-Cortada y Guitart            | 1968-1985 |
| Título vacante                      |                                                |           |

## Historia de los marqueses de la Cañada Ibáñez
- Joaquín José Ibáñez-Cuevas y Valero de Bernabé (1710-1779), I marqués de la Cañada.

1. Casó en 1749 en Daroca con Rafaela Baquedano y Ruiz de Ubago. Le sucedió su hijo:

- Ramón Ibáñez-Cuevas y Baquedano (1756-1820), II marqués de la Cañada Ibáñez.

1. Casó en 1779 con Ana María de Guirior y Larrea. Sin sucesión. Le sucedió, por testamento de la viuda y posterior rehabilitación del título el 18 de junio de 1821, su sobrino nieto:

- Joaquín Ibáñez-Cuevas y Valonga (1784-1825), III marqués de la Cañada Ibáñez, barón de Eroles.

1. Casó en 1820 en Madrid con Luisa Escrivá de Romaní y Taberner. Le sucedió en 1835 su hijo:

- Luis Ibáñez-Cuevas y Escrivá de Romaní (1821-1902), IV marqués de la Cañada Ibáñez, barón de Eroles.

1. Casó en 1858 en Madrid con Zenaida Montserrat Marcos. Su hijo fue Joaquín Ibáñez-Cuevas y Montserrat (-1942), que no consta que sucediera en el título de marqués de la Cañada Ibáñez, mas sí lo hizo en 1902 en el de barón de Eroles, sin descendencia.

## Rehabilitación en 1968
El título nobiliario quedó vacante hasta el 15 de junio de 1968, cuando su sobrino pide a Francisco Franco su rehabilitación y autorización de uso como título nobiliario español: 
- Antonio de Oriola-Cortada y Guitart (-1985), V marqués de la Cañada Ibáñez, VII conde del Valle de Marlés, barón de Eroles.

1. Casó en 1960 con María del Pilar de Salvadores Ortoll. En el condado del Valle de Marlés y en la baronía de Eroles, le sucedió su hijo, Alfonso de Oriola-Cortada y Salvadores (1961-), VIII conde del Valle de Marlés, barón de Eroles, que no consta que haya solicitado aún la sucesión en el marquesado de la Cañada Ibáñez.